# Марьино (Износковский район)
Марьино — исчезнувшая деревня в Износковском районе Калужской области. Рядом — бывшие деревни Кульпино и Гончаровка (1 км), деревни Заворыкино и Семено, посёлок Смелый.

## Этимология
Название деревни происходит от православного крестильного женского имени Марья или от фамилии Марьин.

## История
В 1863 году Марьино — владельческая деревня при речке Каменка, 2 стана Медынского уезда.

## Население
| 1859 | 1892  | 1913  |
| ---- | ----- | ----- |
| 98   | ↗ 104 | ↗ 140 |